# Iljinia regelii
Iljinia es un género monotípico de plantas fanerógamas perteneciente a la familia Amaranthaceae. Su única especie: Iljinia regelii (Bunge) Korovin, es originaria de Asia.

## Descripción
Es una planta herbácea que alcanza un tamaño de 20-50 cm de altura. Con ramas leñosas de color blanco grisáceo, fisuradas por lo general anular, suave, glabras, las ramas anuales de color verde grisáceo, ligeramente acanaladas. Las hojas  de 0,5-1,5 cm x 1,5-2,5 mm, con el ápice obtuso.

## Distribución y hábitat
Se encuentra en el desierto de Gobi, lechos aluviales, dunas y laderas áridas de Gansu, Xinjiang, Kazajistán y Mongolia.

## Taxonomía
Iljinia regelii fue descrita por (Bunge) Korovin y publicado en Flora URSS 6: 309, 878, pl. 10, f. 8, en el año 1936.
Sinonimia
- Arthrophytum regelii (Bunge) Litv.
- Haloxylon regelii Bunge	basónimo
- Salsola regelii (Bunge) Litv. ex Popov[4]